# Comuna Krîciunove, Liubașivka
Krîciunove (în ucraineană Кричунове) este o comună în raionul Liubașivka, regiunea Odesa, Ucraina, formată din satele Adamivka și Krîciunove (reședința).

## Demografie
Componența lingvistică a comunei Krîciunove
     Ucraineană (95,59%)
     Română (3,31%)
     Alte limbi (0,98%)
Conform recensământului din 2001, majoritatea populației comunei Krîciunove era vorbitoare de ucraineană (95,59%), existând în minoritate și vorbitori de română (3,31%).